# Siennica
Siennica é um município na região central da Polônia. Pertence à voivodia da Mazóvia, no condado de Mińsk. É a sede da comuna urbano-rural de Siennica, e da forania de Siennica com a paróquia de Santo Estanislau, o Bispo Mártir.
Estende-se por uma área de 11,7 km², com 2 308 habitantes, segundo o censo de 31 de dezembro de 2021, com uma densidade populacional de 197,3 hab./km².
Siennica recebeu o foral de cidade em 1526. Ela foi privada de seus direitos municipais em 13 de outubro de 1870 e incorporada à comuna de Siennica, no condado de Mińsk. Entre 1867 e 1954, foi sede do condado rural de Siennica, de 1954 a 1972 da gromada de Siennica e, a partir de 1973, da comuna reativada de Siennica. Entre 1975 e 1998, pertenceu administrativamente à voivodia de Siedlce. Em 1 de janeiro de 2024, recuperou a condição de cidade.

## História
A aldeia é mencionada pela primeira vez no século XV (Szenica) e afirma que era propriedade do cavaleiro Daćbog. Segundo os registros, em 1526, a duquesa Ana, em reconhecimento a Stanislaw Sienncki, fundou a cidade de Janów (Janowo) no local da vila de Siennica. No entanto, esse nome não pegou; em um censo datado de 1564, a cidade voltou ao seu nome anterior.
Siennica, que era propriedade de um nobre, estava localizada na segunda metade do século XVI no condado de Garwolin, na região de Czersk, na voivodia da Mazóvia.
A virada dos séculos XVI e XVII trouxe um desenvolvimento dinâmico para a cidade. Isso foi causado por inúmeras feiras e mercados. No entanto, as guerras dos cossacos, o “Dilúvio” e um incêndio durante as Guerras do Norte causaram o declínio econômico da cidade.

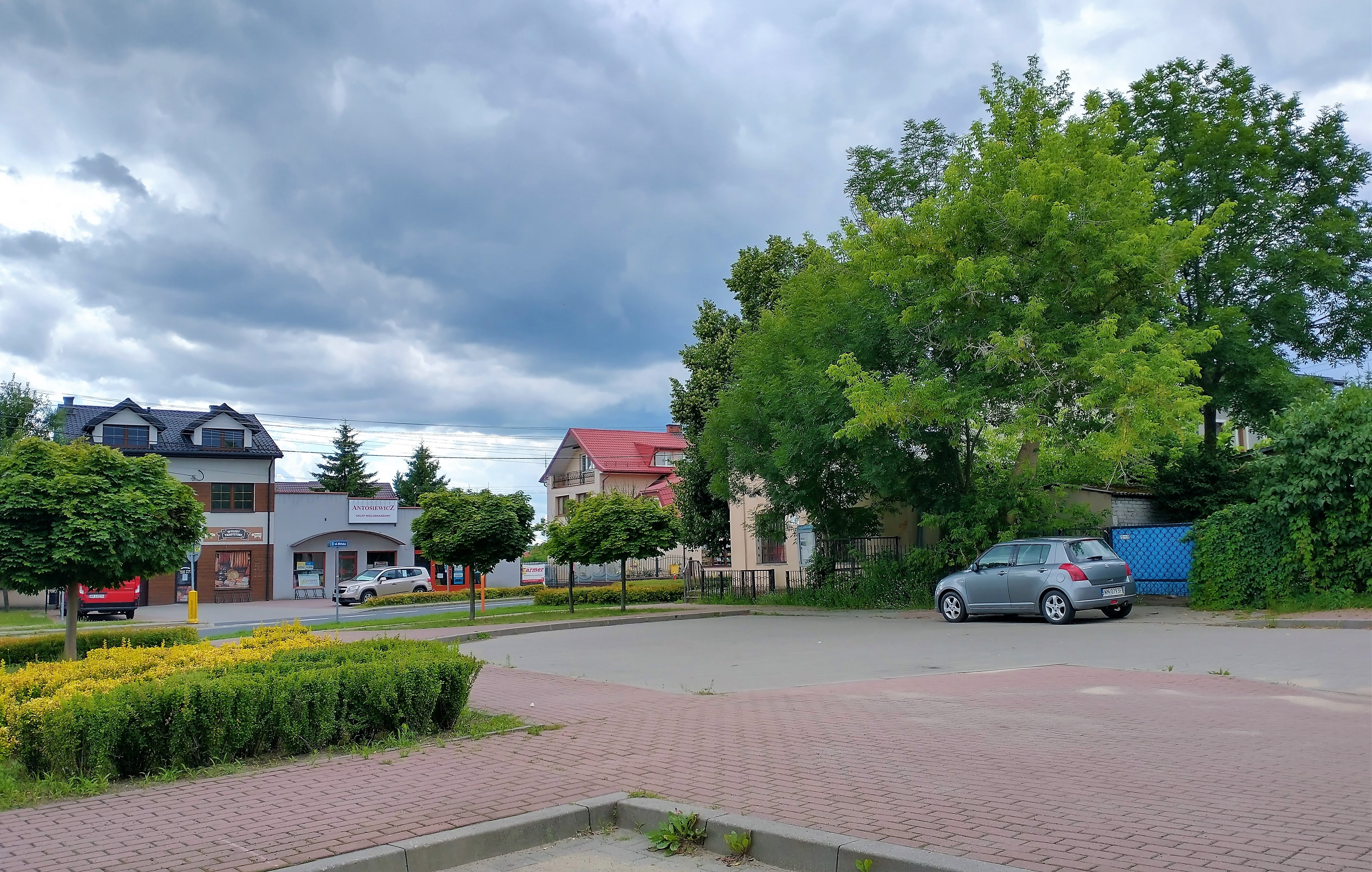
Parte da praça principal

Entre 1749 e 1760, foram construídos um monastério e uma igreja dedicada à Virgem Maria. A partir de 1815, tornou-se a sede do condado na região de Stanislav. Após a dissolução do mosteiro em 1864, um seminário de professores começou a funcionar nos prédios do mosteiro. Em 1869, Siennica foi privada de seus direitos municipais devido à participação de seus habitantes nas revoltas contra o czarismo.
Em 1905, ocorreram greves de demonstração dos alunos do seminário de professores local.
Em 13 de setembro de 1939, com a entrada das tropas alemãs no assentamento, iniciou-se um período doloroso para Siennica. No primeiro dia da ocupação, um destacamento da SS amontoou todos os habitantes na igreja pós-convento e incendiou a vila (aproximadamente 80% dos edifícios foram queimados). Apesar dessa demonstração de força, os ocupantes não conseguiram quebrar o espírito de luta dos habitantes. Durante toda a ocupação, o Exército Nacional e os Batalhões de Fazendeiros estiveram ativos em Siennica. Em 1942, os alemães deportaram para campos de concentração cerca de 700 habitantes judeus. Em 30 de agosto de 1944, as tropas do Exército Vermelho entraram em Siennica e, durante os combates, a igreja do monastério foi incendiada.
Em 2009, Stara Wieś foi anexada ao vilarejo.

### Linha do tempo

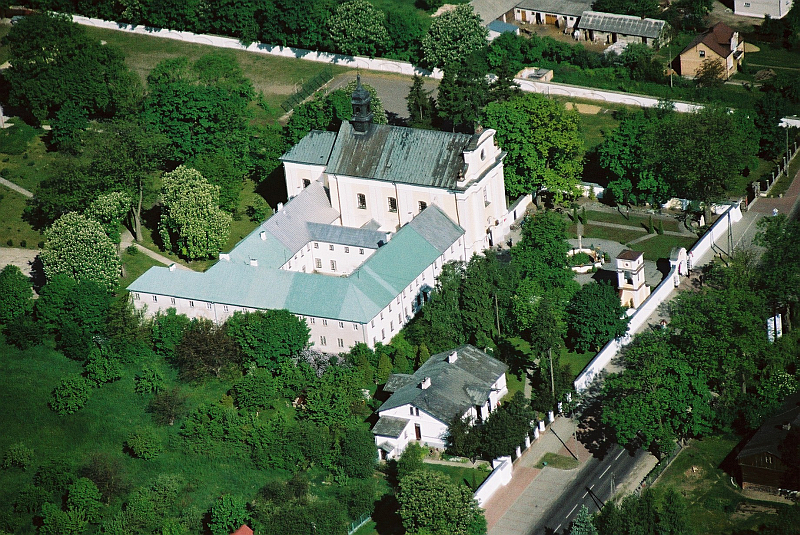
Igreja da Apresentação da Bem-Aventurada Virgem Maria

- Século XV — primeira menção ao vilarejo (Szenica)
- 1526 — a duquesa Ana fundou a cidade de Janów no local da vila de Siennica
- 1528 — a paróquia de Siennica é fundada
- 1564 — o censo mostra o retorno do vilarejo ao seu antigo nome
- 1577 — uma nova igreja feita de troncos de lariço é construída no local da antiga
- 1693–1698 — construção de uma nova igreja
- 1749–1760 — construção de um monastério e de uma igreja dedicada à Virgem Maria, fundada por Kazimierz Rudziński
- 1864 — dissolução do mosteiro
- 1866 — início de um seminário de professores
- 1869 — perda dos direitos de cidade
- 13 de setembro de 1939 — invasão do exército alemão, incêndio de Siennica
- 18 de outubro de 1942 — aproximadamente 700 habitantes judeus são deportados para o gueto de Mrozy
- 30 de julho de 1944 — o Exército Vermelho entra na cidade, a igreja do monastério é incendiada, Siennica é capturada

## Monumentos históricos
- Mosteiro e igreja pós-reforma.
- Estátua de Nossa Senhora da Imaculada, da primeira metade do século XIX.
- Antigo cemitério
- Prédio do seminário

## Esporte

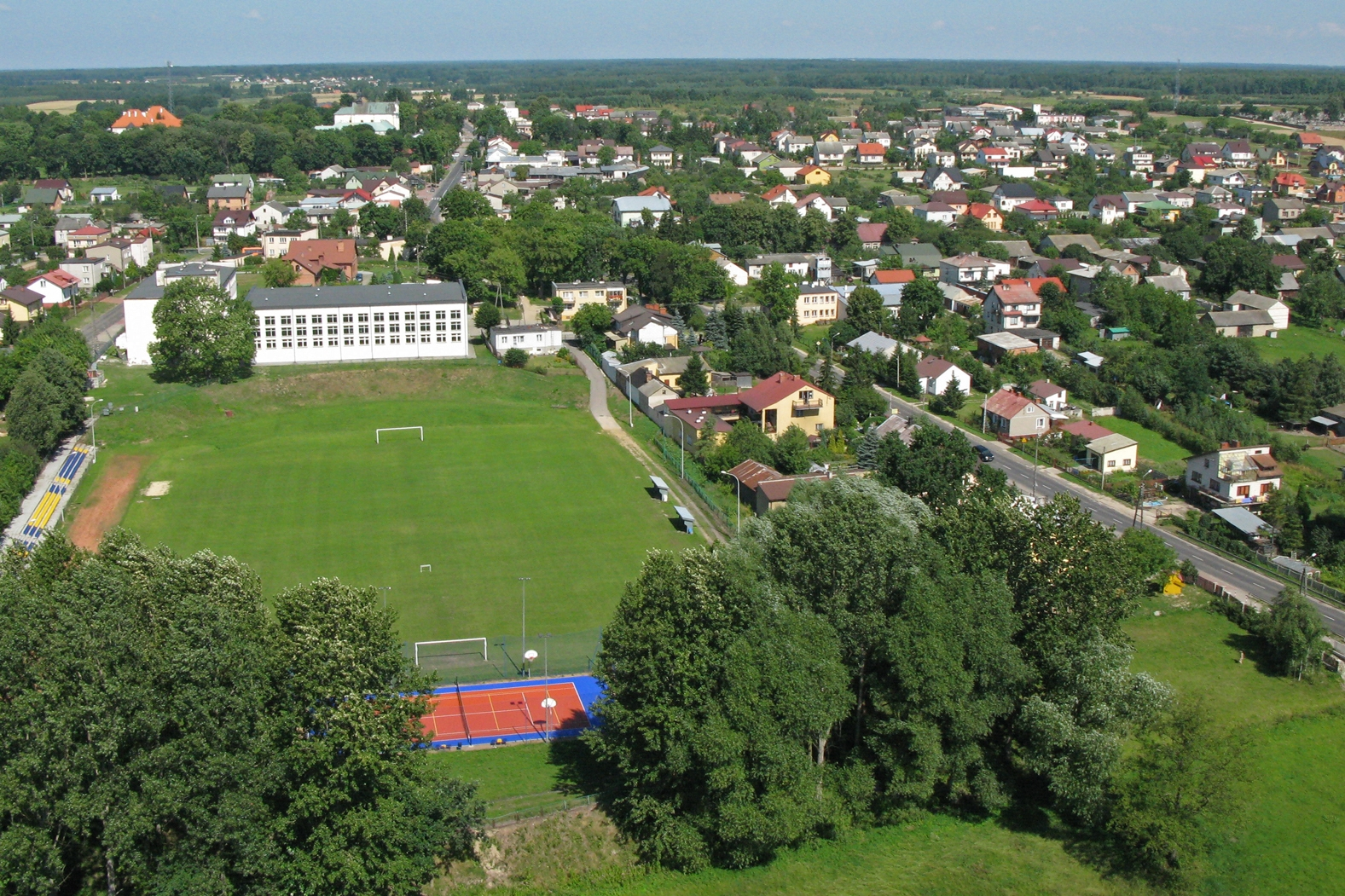
Estádio e ginásio de esportes

- Pavilhão de esportes — tamanho normal de 42x22 m, o maior do condado de Mińsk, com um salão para jogos em equipe, salas auxiliares para ginástica, aeróbica, tênis de mesa e instalações sanitárias completas com quatro conjuntos de vestiários, banheiros e chuveiros
- Estádio esportivo com uma arquibancada coberta com 560 assentos para espectadores e 20 para jogadores. Os vestiários e chuveiros estão localizados ao lado do estádio, perto do salão de esportes. O estádio tem uma quadra de tênis e uma pista de corrida feita de saibro. O estádio foi modernizado em 2006.
- Campo de futebol Orlik 2012 nas instalações do Complexo Escolar Hipolita e Kazimierz Gnoiński.

Há dois clubes esportivos em Siennica:
- GKS Fenix Siennica
- PKS Life Siennica

## Saúde
Em Siennica, há um Centro de Saúde Pública Independente na rua Akacjowa.